# Aridaía

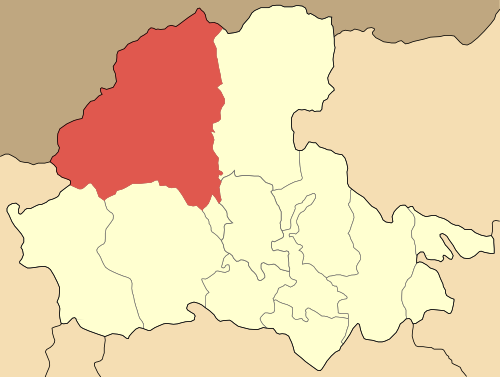
L'ancien dème d'Aridaia (1987-2010) au sein du district régional de Palla

Aridaía (en grec moderne Αριδαία; en slave: S'botsko, Sabotsko, Subotsko) est une ville du district régional de Pella en Macédoine-Centrale en Grèce. De 1987 à 2010, il formait un dème (municipalité) qui a fusionné avec le dème d'Exaplatanos (en) dans le cadre de la réforme Kallikratis pour former le nouveau dème d'Almopia, dont il est devenu un district municipal.
Le dème est frontalier avec la Macédoine du Nord. Le dème est un des plus grands de Grèce avec 562 km² pour une population de 20 213 habitants (en 2001).
Sa ville principale et homonyme (et éponyme) est Aridaía qui compte 5 600 habitants.
Il y a dix-sept autres villes et villages dont Prómachoi (pop. 1 825), Sosándra (1 206), Ápsalos (1 178), Loutráki (1 163), Polykárpi (1 071), Tsákoi (1 020), Voreinó (871) et Χifianí (850).